# System Biblioteczny MATEUSZ

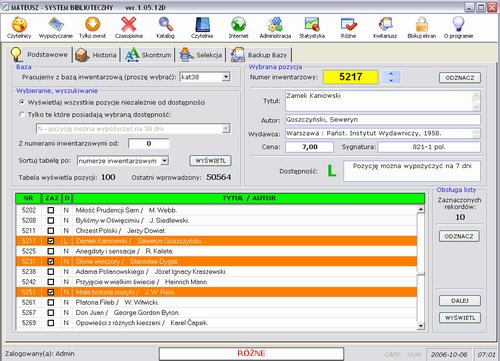
Przykładowy zrzut ekranu Systemu MATEUSZ

System Biblioteczny MATEUSZ – program biblioteczny służący do katalogowania materiałów bibliotecznych (książek, czasopism, filmów, programów komputerowych, płyt muzycznych, książek mówionych (katalogowanie odbywa się z zachowaniem standardu MARC21), rejestracji wypożyczeń, prowadzenia i utrzymywania centralnej bazy danych czytelników zarejestrowanych w bibliotece i jej placówkach filialnych, wspomagania innych operacji towarzyszących (np. przeprowadzanie skontrum, obsługa czytelni, prowadzenie kwitariusza itp.)

## Parametry techniczne
Program jest przystosowany do procedur i zasad organizacyjnych stosowanych w sieci bibliotek publicznych (przygotowywana jest wersja dostosowana do bibliotek szkolnych).
W swojej pracy opiera się na bazie danych formatu SQL – MySQL. Liczba rekordów, które może zgromadzić i obsłużyć program, jest zależne wyłącznie od użytego silnika SQL (DBMS) (komfort pracy zależy oczywiście od mocy obliczeniowej komputera spełniającego rolę serwera). Przykładowo dla MySQL w wersji powyżej 4.1 (wymagane UTF-8, w takim formacie zapisywane i utrzymywane są dane rekordów bibliograficznych) występujące wcześniej ograniczenie zostało podniesione do 8 milionów terabajtów (czyli 263 bajtów). Niektóre systemy operacyjne, w związku z wykorzystywaniem przez nie starszych systemów plików, mają ograniczenia związane z maksymalną wielkością przechowywanych plików (w tym przypadku tyczy to plików bazy danych) - jest to najczęściej 2 lub 4 gigabajty.
W każdej placówce użytkującej program można dowiązać do 100 baz rejestrujących różne rodzaje materiałów bibliotecznych. Przełączanie bazy odbywa się automatycznie bez ingerencji operatora. Dzięki temu program jest przygotowany na realizację np. zwrotów przez czytelników pozycji wypożyczonych w innych placówkach.
Realizowane przez program założenia użytkowe umożliwiają:
- skrócenie czasu poświęcanego na rejestrację i przerejestrowywanie czytelników (czytelnik jest zapisywany tylko w jednej placówce; przerejestrowanie następuje automatycznie z chwilą dokonania pierwszego wypożyczenia w danym roku, niezależnie w każdej placówce biblioteki),
- przyśpieszenie procesu katalogowania i kontrolę jego przebiegu na każdym jego etapie,
- kontrolę stanu konta i historii wypożyczeń czytelnika we wszystkich placówkach biblioteki,
- automatyczne zablokowanie konta czytelnika przetrzymującego materiały biblioteczne we wszystkich placówkach lub ręczne w przypadku łamania innych punktów regulaminu biblioteki,
- wykorzystanie jednej legitymacji (karty) bibliotecznej we wszystkich placówkach biblioteki,
- wszelkie operacje dokonywane w programie są rejestrowane i opisywane symbolem zalogowanego w tym czasie operatora (jest to jeden z wymogów stawianych przez GIODO programom przetwarzającym dane osobowe),
- umieszczenie w rekordach katalogów informacji o dostępności materiałów bibliotecznych (także w katalogach dostępnych na stronie WWW),
- zdalną obsługę konta bibliotecznego (sprawdzanie stanu, prolongowanie wypożyczonych pozycji, edycja rezerwacji, historia wypożyczeń) poprzez WWW oraz poprzez komendy sterujące SMS,
- automatyczne powiadamianie czytelnika o możliwości odebrania zarezerwowanej pozycji (SMS-em, wiadomością na konto e-mail),

- automatyczne przypominanie o zbliżającym się terminie zwrotu pozycji, „przypominajka” jest wysyłana dwa razy – na siedem dni przez przypadającym terminem i w przeddzień przypadającego terminu zwrotu.
- generowanie i wydruk dziennych, miesięcznych i rocznych zestawień statystycznych zgodnych z obowiązującym wzorem Dziennika Biblioteki Publicznej i wymaganiami Głównego Urzędu Statystycznego.
- obsługę udostępnianych stanowisk internetowych (do 24 na jedną stację nadzorczą, których może równolegle pracować do 9 w jednej placówce).
- obsługę czytelni – do 100 stanowisk
- zdalny dostęp do baz przy pomocy protokółu Z39.50 (program wyposażony jest zarówno w klienta, jak i możliwe jest uruchomienie serwera)

Program funkcjonuje jako system rozproszony. Do jego poprawnej pracy nie jest konieczne utrzymywanie stałej łączności z serwerem głównej biblioteki sieci (wyjątkiem jest katalogowanie oraz operacje dokonywane na centralnej bazie opisów np. ich scalanie). Komputery pracujące w placówkach filialnych łączą się z centralnym serwerem poprzez łącze stałe lub modemowe z częstotliwością ustaloną przez administratora systemu.
Podczas połączeń przesyłane są do centralnej bazy aktualizacje wpisów dokonanych od poprzedniego połączenia oraz pobierane aktualizacje wprowadzone w tym czasie przez inne placówki sieci. Taka organizacja systemu powoduje, że program może pracować w przypadku awarii połączenia internetowego – skutkiem takiej awarii będzie jedynie czasowa niedostępność aktualizacji.
Katalog Systemu MATEUSZ można uruchomić również na palmtopie.